# Domulgeni, Florești
Domulgeni este un sat din raionul Florești, Republica Moldova.

## Istorie
Satul Domulgeni a fost menționat documentar la 17 august 1611, purtând la început mai multe denumiri – Zgarbura, Zgarbuvoi, Zmunjeni, însă primii oameni s-au stabilit aici cu traiul cu peste 14 mii de ani în urmă.
În anii 1812-1813 la Domulgeni se construiește o biserică de lemn, acoperită cu stuf și pereții muruiți cu lut. în 1817 aici au fost înregistrate 19 gospodării de răzeși, 4 mazili, 4 văduve și 5 burlaci, un preot și un diacon. În 1859 acest cuib de răzeși avea de acum 96 de ogrăzi (233 de bărbați și 218 femei), iar în 1870 dispunea de 150 de case cu o populație de 524 de locuitori. În anul 1904 localitatea număra de acum 206 case, în care trăiau 1298 de suflete. În 1923 la Domulgeni trăiau 1057 de oameni în 266 de case de locuit.
La 10 noiembrie 1940 autoritățile sovietice au fixat la Domulgeni 1318 locuitori, ca peste nouă ani după război, foamete și deportări, să treacă aici în registru doar 1091 de suflete. În anul 1970 populația localității alcătuia 1649 de persoane, în 1979 cu 143 de suflete mai puțin – 1506 oameni. Ea continuă să descrească și în anii următori: în 1989 la Domulgeni au fost înregistrați 1456 de locuitori, iar la sf. sec. XX – în cele 782 de case de locuit viețuiau 1628 de suflete.

## Demografie

### Structura etnică
Structura etnică a satului conform recensământului populației din 2004:
| Grup etnic         | Populație | % Procentaj |
| ------------------ | --------- | ----------- |
| Moldoveni / Români | 1.479     | 98,86%      |
| Ucraineni          | 11        | 0,74%       |
| Ruși               | 5         | 0,33%       |
| Găgăuzi            | 1         | 0,07%       |
| Total              | 1.496     | 100%        |

## Administrație și politică
Componența Consiliului local Domulgeni (9 consilieri), ales la 5 noiembrie 2023, este următoarea:
|  | Partid                                        | Consilieri | Componență | Componență | Componență | Componență | Componență |
|  | --------------------------------------------- | ---------- | ---------- | ---------- | ---------- | ---------- | ---------- |
|  | Partidul Dezvoltării și Consolidării Moldovei | 5          |            |            |            |            |            |
|  | Partidul Acțiune și Solidaritate              | 4          |            |            |            |            |            |

## Cultura
În satul Domulgeni este înregistrat un meșter popular – Grigorie Bulat și un Ansamblu vocal instrumental „Ghiocel”.

### Monumente istorice
- Monumentul eroilor căzuți în cel de al doilea Război Mondial
- Biserica „Sfântul Ierarh Nicolae”[3]